# Byeonhan
Byeonhan (en hangul, 변한; en hanja, 弁韓; romanización revisada, Byeonhan; pronunciado [pjʌn.ɦUn]), también sabido como Byeonjin (en hangul, 변진; en hanja, 弁辰; pronunciado [pjʌn.dʑEn]), fue una confederación informal de jefaturas que existió desde alrededor del principio de la era común hasta el siglo IV en la península coreana. Byeonhan fue uno de los Samhan (o "Tres Hans"), junto con Mahan y Jinhan.

## Etimología
Se cree que "Byeonhan (弁韓)" es una combinación de palabras del antiguo coreano. "Byeon (변)" en coreano nativo significaba "brillante/resplandeciente", mientras que "Han (한)" significaba "grande", dando el significado de Byeonhan, la "Gran Nación de Shimmer".
Como parte del Samhan, Jinhan significaba "Gran Nación del Este" y Mahan significaba "Gran Nación del Sur".

## Historia
Esta parte temprana del periodo de los Tres Reinos de Corea se llama a veces «periodo de los Tres Proto-Reinos». Byeonhan, como las otras confederaciones Samhan , parecen descender del estado Jin estado de Corea.
La evidencia arqueológica indica un aumento en la producción de armas y actividad militar en el Byeonhan del siglo III, especialmente un aumento de cabezas de flecha y corazas (Barnes 2000). Esto puede ser asociado con el declive de Byeonhan y el alza de la Confederación Gaya, más centralizada, a la cual se unieron la mayoría de los estados de Byeonhan. Gaya fue posteriormente anexionado por Silla, uno de los Tres Reinos de Corea.
Varios aspectos culturales supuestamente exclusivos de Byeonhan se superponen con los de Jinhan, pero no son universales en Byeonhan. Una tradición notable era el tatuaje, que se hacía tanto por hombres como por mujeres. Otra tradición era el entierro de plumass y cerámica en tumbas junto al cadáver, ya que se creía que las plumas ayudaban a las almas del más allá a volar hacia el cielo.
Byeonhan como grupo político también fue mencionado a veces por un calco de Byeon (弁) y Jin (辰) como Byeonjin con el etnónimo Han (韓) utilizado por sus habitantes, idéntico al de sus vecinos.
También hay dos hipótesis sobre que los Byeonhan constituyen una etnia separada y distinta de los Jinhan:
1. El pueblo pueblo Wa del archipiélago japonés, descrito en los primeros registros chinos como presente en las costas meridionales de la península.[7]
2. Cualquier etnia que haya viajado por las antiguas rutas comerciales del sur ha visto a través de la distribución de la cultura de los dólmenes. Según estudios recientes que excavaron Kofuns en la provincia de Jeolla del Sur, el análisis de los componentes de las cuentas de vidrio allí sugiere que el área de producción de materia prima es Tailandia.[8]

Sin embargo, no hay evidencia clara que indique una separación étnica de Byeonhan y Jinhan, ya que ambos compartían esencialmente la misma cultura, con diferentes costumbres religiosas, y aparentemente no estaban separados por un límite claro según la crónica china contemporánea San Guo Zhi.

## Política y comercio
Es posible que Byeonhan haya sido simplemente una descripción política de las entidades políticas descentralizadas al sur y al oeste del valle del río Nakdong que no eran miembros formales de la confederación Jinhan.
Byeonhan era conocida internacionalmente por su producción de hierro, que también era su principal producto de exportación a las Comandancias de Lelang al noroeste, el archipiélago japonés, y el resto de la península de Corea. También fue un centro de fabricación de loza.